# Adémaï au poteau-frontière
Adémaï au poteau-frontière è un film del 1950 diretto da Paul Colline.